# 5e dynastie van Egypte
De 5e dynastie van het oude Egypte duurde van ca. 2504 tot 2347 v.Chr. en was een van de dynastieën tijdens het Oude Rijk.
De eerste koning van de 5e dynastie bouwde een kleine piramide in Saqqara en een zonnetempel in Aboesir. De reductie in de grootte van de piramides werd niet gecompenseerd door andere grote monumenten, zodat deze ontwikkeling zou kunnen wijzen op economische achteruitgang, of een toename van consumptie en activiteiten in facetten van de samenleving waar geen sporen van bewaard zijn gebleven.
Vanaf de 5e dynastie worden de graven van hoge ambtenaren steeds uitgebreider gedecoreerd. Ook bouwden zij hun graven vaker in de provincies, dan vlak naast het koninklijke piramidegraf zoals in de 4e dynastie van Egypte het geval was. De steeds groter wordende onafhankelijkheid van lokale machthebbers die hun eigen begraafplaatsen in de provincie hadden, duidt op een achteruitgang van het centrale gezag van de koning.
De laatste koningen van de 5e dynastie bouwden geen zonnetempels meer zoals hun voorgangers gedaan hadden, wat wijst op het minder belangrijk worden van de zonnecultus tijdens deze periode. Oenas, de laatste koning van de 5e dynastie, was de eerste die de wanden van zijn piramide liet beschrijven met magische teksten, de zogenaamde Piramideteksten.

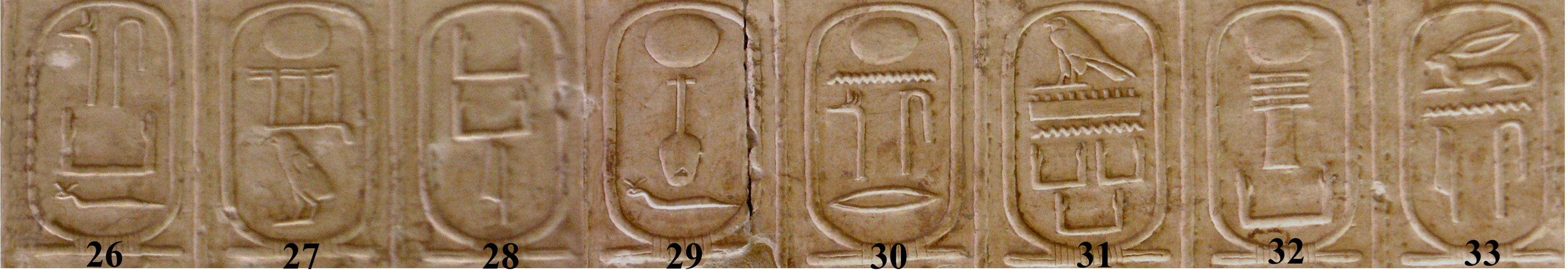
De koningen van de 5e dynastie (met uitzondering van Sjepseskare)